# Ferdynand Pasiecznik
Ferdynand Jan Pasiecznik (ur. 17 sierpnia 1916, zm. 21 lipca 2003) – podpułkownik, ostatni redaktor Polskiej Agencji Telegraficznej na emigracji.

## Życiorys
Po II wojnie światowej przebywał na emigracji w Wielkiej Brytanii. Był prezesem Koła Oficerów Artylerii w Londynie
Był ostatnim emigracyjnym redaktorem Polskiej Agencji Telegraficznej, po czym 27 lutego 1991 dokonał symbolicznego przekazania kontynuacji na rzecz nowo powstałej Polskiej Agencji Prasowej.
Był członkiem VIII Rady Narodowej Rzeczypospolitej Polskiej (od 10 czerwca 1989 do 8 grudnia 1991), delegowany przez Ligę Niepodległości Polski. Od 1 czerwca 1988 był podsekretarzem stanu w Ministerstwie Informacji w pierwszym rządzie Edwarda Szczepanika, a następnie pełnił funkcję ministra-sekretarza Rady Ministrów w drugim rządzie Edwarda Szczepanika (od 1 listopada 1989 do 20 grudnia 1990).
Zmarł 21 lipca 2003 w Londynie i został pochowany na cmentarzu parafialnym NMP Wspomożenia Wiernych w Czechowicach-Dziedzicach.

## Odznaczenia
- Krzyż Komandorski Orderu Odrodzenia Polski (11 listopada 1990)[10].
- Krzyż Oficerski Orderu Odrodzenia Polski (1989)[11]
- Krzyż Kawalerski Orderu Odrodzenia Polski (11 listopada 1985, za całokształt pracy niepodległościowej i społecznej)[12]
- Złoty Krzyż Zasługi (1979)[13]
- Srebrny Krzyż Zasługi (1974)[14]